# Biblioteka Pedagogiczna w Ostrołęce
Biblioteka Pedagogiczna w Ostrołęce – biblioteka pedagogiczna powstała w 1952 r. jako placówka oświatowa, służąca w szczególności wspieraniu procesu kształcenia i doskonalenia nauczycieli, a także wspieraniu działalności szkół, w tym bibliotek szkolnych, placówek oświatowych, zakładów kształcenia nauczycieli i placówek doskonalenia nauczycieli. Gromadzi  głównie literaturę z zakresu pedagogiki i dziedzin pokrewnych.

## Historia
Biblioteka Pedagogiczna w Ostrołęce rozpoczęła swoją działalność jako jedna z dwudziestu ośmiu bibliotek powiatowych (tworzących się w latach 1950-1959), pozostających pod opieką Pedagogicznej Biblioteki Wojewódzkiej w Warszawie. Pierwszego wpisu do księgi inwentarzowej dokonano w dniu 20 grudnia 1950 roku. Jednak jako datę powstania biblioteki wskazuje się rok 1952, przyjmując za początek istnienia datę pierwszych odwiedzin czytelników. Organizatorem i pierwszym pracownikiem biblioteki była Eugenia Olszewska. Powstająca biblioteka nie dysponowała samodzielnym lokalem. Musiała dzielić pomieszczenie  z Biblioteką Przykładową. Dopiero w 1953 roku otrzymała przestronny lokal razem ze Związkiem Nauczycielstwa Polskiego przy ulicy Kościuszki 15 (dzisiaj Kościuszki 21), w którym przebywała do 1975 roku.
W 1975 r. na skutek zmian administracyjnych w kraju powstało województwo ostrołęckie, a biblioteka otrzymała miano Pedagogicznej Biblioteki Wojewódzkiej. Objęła ona zasięgiem swej działalności obszar miasta Ostrołęki i województwa ostrołęckiego. Inne powiatowe biblioteki pedagogiczne z terenu województwa stały się jej filiami (w Makowie Maz., Ostrowi Maz., Przasnyszu i Wyszkowie). Po trzymiesięcznym oczekiwaniu w lokalu ZNP (ul. Kolberga 6) biblioteka wprowadziła się do pomieszczeń warsztatów Zespołu Szkół Zawodowych Nr 3 przy ul. Kamieńskiego 3.
W 1976 roku bibliotekę przeniesiono do budynku po Szpitalu Powiatowym przy ul. Szpitalnej 35 (obecnie budynek Starostwa Powiatowego).
W 1981 roku miała miejsce przeprowadzka biblioteki do pomieszczeń przy ul. Artyleryjskiej 15 (dziś gen. Augusta Emila Fieldorfa "Nila").
W 1985 roku bibliotekę przeniesiono do lokalu przy ul. Traugutta 7 (po Komitecie Miejskim PZPR), który od 1988 roku zajmowała wspólnie ze Szkołą Muzyczną (obecnym właścicielem budynku).
Od 1995 roku biblioteka zajmowała piętrowy budynek przy ul. Świętokrzyskiej 2.
W 1999 r. w wyniku reformy administracyjnej kraju biblioteka utraciła miano wojewódzkiej, a jej organem prowadzącym stał się Samorząd Województwa Mazowieckiego. W 2005 roku Dział Informacyjno-Bibliograficzny i Czytelnia zostały przeniesione do wynajętego lokalu przy ul. Kilińskiego 4. W maju 2011 r. biblioteka po raz kolejny zmieniła swoją siedzibę. Obecnie mieści się przy ul. Piłsudskiego 38 w Ostrołęce.

## Zbiory
"Biblioteka gromadzi książki, czasopisma oraz inne typy dokumentów piśmienniczych i nie piśmienniczych, zgodnie z potrzebami w zakresie samokształcenia, kształcenia i doskonalenia nauczycieli, wymaganiami procesu nauczania i wychowania w szkołach i placówkach oświatowo-wychowawczych.
W gromadzeniu zbiorów uwzględnia się w szczególności:
- literaturę z zakresu pedagogiki i nauk pokrewnych,
- publikacje naukowe i popularnonaukowe z różnych dziedzin wiedzy objętych ramowymi planami nauczania,
- literaturę piękną, a także teksty kultury, o których mowa w przepisach w sprawie podstawy programowej wychowania przedszkolnego oraz kształcenia ogólnego w poszczególnych typach szkół,
- piśmiennictwo z zakresu bibliotekoznawstwa i informacji naukowej,
- podręczniki szkolne oraz przykładowe programy nauczania i programy wychowania przedszkolnego,
- materiały informacyjne o kierunkach realizacji przez kuratorów oświaty polityki oświatowej państwa, ustalanych przez ministra właściwego do spraw oświaty i wychowania  oraz o wprowadzanych zmianach w systemie oświaty,
- materiały, w tym literaturę przedmiotu, stanowiące wsparcie szkół i placówek w realizacji ich zadań dydaktycznych, wychowawczych i opiekuńczych,
- materiały, w tym literaturę przedmiotu, dotyczące problematyki związanej z udzielaniem dzieciom i młodzieży oraz rodzicom i nauczycielom pomocy psychologiczno-pedagogicznej"[6].

Zasób na koniec 2019 roku liczył ponad 89 tys. pozycji:
- 66100 woluminów książek
- 77 tytułów czasopism
- 1555 kaset magnetofonowych
- 9357 płyt DVD
- 4 płyty Blu-Ray
- 412 dokumentów elektronicznych
- 850 dokumentów dźwiękowych
- 576 książek mówionych
- 83 zbiorów ilustracyjnych
- 141 pomocy dydaktycznych

## Struktura
Organizacja biblioteki:
- Dział Gromadzenia i Opracowania Zbiorów
- Dział Udostępniania Zbiorów
- Dział Informacyjno-Bibliograficzny i Czytelnia
- Dział Zbiorów Specjalnych
- Dział Organizacyjno-Administracyjny[6]

## Usługi
Udostępnianie zbiorów:
- na zewnątrz, poza bibliotekę – w Wypożyczalni i Dziale Zbiorów Specjalnych,
- prezencyjnie, na miejscu oraz w ramach wypożyczeń weekendowych i nocnych – w Czytelni,
- wypożyczalnia międzybiblioteczna,
- ACADEMICA – Cyfrowa Wypożyczalnia Międzybiblioteczna Książek i Czasopism Naukowych,
- IBUK libra – Czytelnia Książek Elektronicznych,

Działalność Informacyjno- Bibliograficzna:
- opracowanie tematycznych zestawień bibliograficznych
- opracowanie Serwisu Prasowego
- udzielanie informacji bibliograficznych i pokrewnych
- prowadzenie bazy artykułów z czasopism
- popularyzacja zbiorów przez organizowanie wystaw nowości, ekspozycji tematycznych

Działalność Dydaktyczno-Metodyczna:
- szkolenia użytkowników Biblioteki
- warsztaty i spotkania autorskie dla nauczycieli
- zajęcia biblioteczne i  warsztaty dla uczniów
- konkursy popularyzujące Bibliotekę i czytelnictwo
- udzielanie indywidualnych konsultacji bibliotekarzom szkolnym

Usługi Reprograficzne:
- Skany wykonywane są dla czytelników zarejestrowanych w Bibliotece Pedagogicznej w Ostrołęce i filiach w Makowie Maz., Ostrowi Maz., Przasnyszu i Wyszkowie.

Biblioteka oferuje również stanowiska komputerowe z bezpłatnym dostępem do Internetu.

## Filie
- Filia w Makowie Mazowieckim
- Filia w Ostrowi Mazowieckiej
- Filia w Przasnyszu
- Filia w Wyszkowie

## Publikacje
Wybrane publikacje o bibliotece
60 lat Biblioteki Pedagogicznej w Ostrołęce / Bożena Olkowska-Balcerzak, Edyta Dobek, Edyta Rogala ; Biblioteka Pedagogiczna w Ostrołęce. – Ostrołęka : Ostrołęckie Towarzystwo Naukowe im. Adama Chętnika, 2012.